# Katar na Letnich Igrzyskach Olimpijskich 1992
Katar na Letnich Igrzyskach Olimpijskich 1992 reprezentowało 28 zawodników (sami mężczyźni). Był to trzeci start reprezentacji Kataru na letnich igrzyskach olimpijskich. Muhammad Sulajman zdobył pierwszy medal na igrzyskach olimpijskich dla reprezentacji Kataru.

## Zdobyte medale
| Medal | Zawodnik          | Dyscyplina    | Konkurencja             | Rezultat    |
| ----- | ----------------- | ------------- | ----------------------- | ----------- |
| Brąz  | Muhammad Sulajman | Lekkoatletyka | bieg na 1500 m mężczyzn | 3:40,69 min |

## Skład kadry

### Lekkoatletyka
Mężczyźni
- Talal Mansur – bieg na 100 m – odpadł w półfinale,
- Sayed Mubarak Al-Kuwari – bieg na 200 m – odpadł w eliminacjach,
- Ibrahim Ismail – bieg na 400 m – 7. miejsce,
- Mohamed Ismail Youssef – bieg na 800 m – odpadł w eliminacjach,
- Muhammad Sulajman – bieg na 1500 m – 3. miejsce,
- Jamal Abdi Hassan – bieg na 3000 m z przeszkodami – odpadł w eliminacjach,
- Sami Al-Abdullah, Masoud Abdul Khamis, Ibrahim Ismail, Fareh Ibrahim Ali – sztafeta 4 × 400 m – odpadli w eliminacjach,
- Abdullah Mohamed Al-Sheib

skok wzwyż – 33. miejsce,
skok w dal – 40. miejsce,
- Bilal Saad Mubarak – pchnięcie kulą – 24. miejsce,

### Piłka nożna
Mężczyźni
- Abdul Aziz Hassan Jalouf, Abdul Nasser Ali Al-Obaidly, Abdullah Basheer Al-Abdullah, Adel Mulla Al-Mulla, Ahmed Khalil Saleh, Fahad Rashid Al-Kuwari, Hamad Mubarak Al-Attiya, Juma Salem Johar, Khaled Habib Al-Waheebi, Mahmoud Yassen Souf, Mohamed Al-Mohannadi, Mubarak Moustafa Nooralla, Rashid Shami Suwaid, Waleed Ibrahim, Waleed Bakhit Maayof, Youssef Adam Mahmoud, Zamel Essa Al-Kuwari – 8. miejsce,